# Площадь Академика Доллежаля
Площадь Академика Доллежа́ля — площадь в центре Москвы в Красносельском районе на пересечении Малой Красносельской улицы и 6-го Красносельского переулка.

## Происхождение названия
Площадь получила название в сентябре 2018 года в честь советского учёного-энергетика, конструктора ядерных реакторов Николая Антоновича Доллежаля (1899—2000). Название присвоено площади в связи с расположением перед зданием института НИКИЭТ имени Н. А. Доллежаля, в котором Николай Антонович Доллежаль был первым директором. 30 октября 2019 года на площади был открыт бюст учёного. Над памятником работал коллектив авторов. Среди них художник Игорь Новиков, скульптор Андрей Забалуев и архитектор Алексей Тихонов.

## Описание
Площадь имеет форму неправильного треугольника. Длинная северная сторона граничит с Малой Красносельской улицей, юго-восточную сторону образует 6-й Красносельский переулок, юго-западная сторона находится перед зданием НИКИЭТ имени Н. А. Доллежаля.